# Gottlieb Strobl
Gottlieb Maximilian Strobl (* 14. Oktober 1916 in München; †  12. März 2004 in Ingolstadt) war ein deutscher Manager und Vorstandsvorsitzender der Audi AG sowie Vorstandsmitglied der Volkswagenwerk AG.

## Leben
Strobl hatte seine Karriere in der Automobilbranche im Jahr 1938 als Volontär und kaufmännischer Angestellter bei den Mitteldeutschen Motorenwerken in Leipzig begonnen. Nach sechs Jahren Kriegsdienst, die er als Reserveoffizier ableistete, wurde er 1950 stellv. Einkaufsleiter in der neugegründeten Auto Union GmbH am Standort Düsseldorf. 1961 wurde ihm am Standort Ingolstadt der Bereich Materialwirtschaft übertragen; zwei Jahre später erhielt er Prokura. 
Im Jahr 1961 wurde er zum Hauptabteilungsleiter Materialwirtschaft der Auto Union GmbH in Ingolstadt, übernahm zehn Jahre später die Gesamtleitung Einkauf und Materialwirtschaft und wurde in den Vorstand berufen. 1973 wechselte er zu VW nach Wolfsburg und wurde zwei Jahre darauf zum Vorstandsvorsitzenden der Audi NSU Auto Union AG. Gottlieb Strobl wurde für sein Engagement vielfach geehrt und unter anderem 1979, als er in den Ruhestand trat, mit dem Bayerischen Verdienstorden ausgezeichnet. 1980 erhielt er das Große Verdienstkreuz der Bundesrepublik Deutschland.